# Шумак Максим Васильович
Макси́м Васи́льович Шума́к (2 жовтня 1991 — 13 серпня 2016) — солдат Збройних сил України, учасник російсько-української війни.

## Життєпис
Народився 1991 року в селі Полтавка (Гуляйпільський район). Закінчивши 9 класів, з родиною переїхав до міста Токмак — де його батьки мешкали раніше. Закінчив токмацьку ЗОШ. Від 2007 року почав працювати з батьком на будівництві — щоб допомагати своїй великій родині (ріс у багатодітній сім'ї). У нечасті моменти відпочинку полюбляв грати в більярд. Мріяв стати на ноги та закласти власне господарство — з вирощування свиней та бичків.
7 липня 2015 року мобілізований; солдат 53-ї окремої механізованої бригади, кулеметник. Брав участь у боях на сході України. Перше поранення дістав під Майорським, лікувався у шпиталі Краматорська. Побував удома у відпустці в зв'язку з пораненням. В кінці липня 2016-го повернувся до частини.
12 серпня 2016 року близько 23:40 російські терористи почали артилерійсько-мінометний обстріл позицій ЗСУ в Майорську під Горлівкою; Максим зазнав важкого поранення у груди, його доставили до лікарні Бахмута.
Помер від поранень о 3-й ранку 13 серпня в лікарні.
17 серпня 2016-го похований в Токмаку.
Без Максима лишились батьки, два брати та чотири сестри.

## Нагороди та вшанування
- указом Президента України № 476/2016 від 27 жовтня 2016 року «за особисту мужність і високий професіоналізм, виявлені у захисті державного суверенітету та територіальної цілісності України, вірність військовій присязі» — нагороджений орденом «За мужність» III ступеня (посмертно)[2]
- орденом «За заслуги перед Запорізьким краєм» ІІІ ступеня, посмертно (розпорядження голови Запорізької обласної ради від 16.08.2017 № 269-н)[3].